# Papilles gustatives

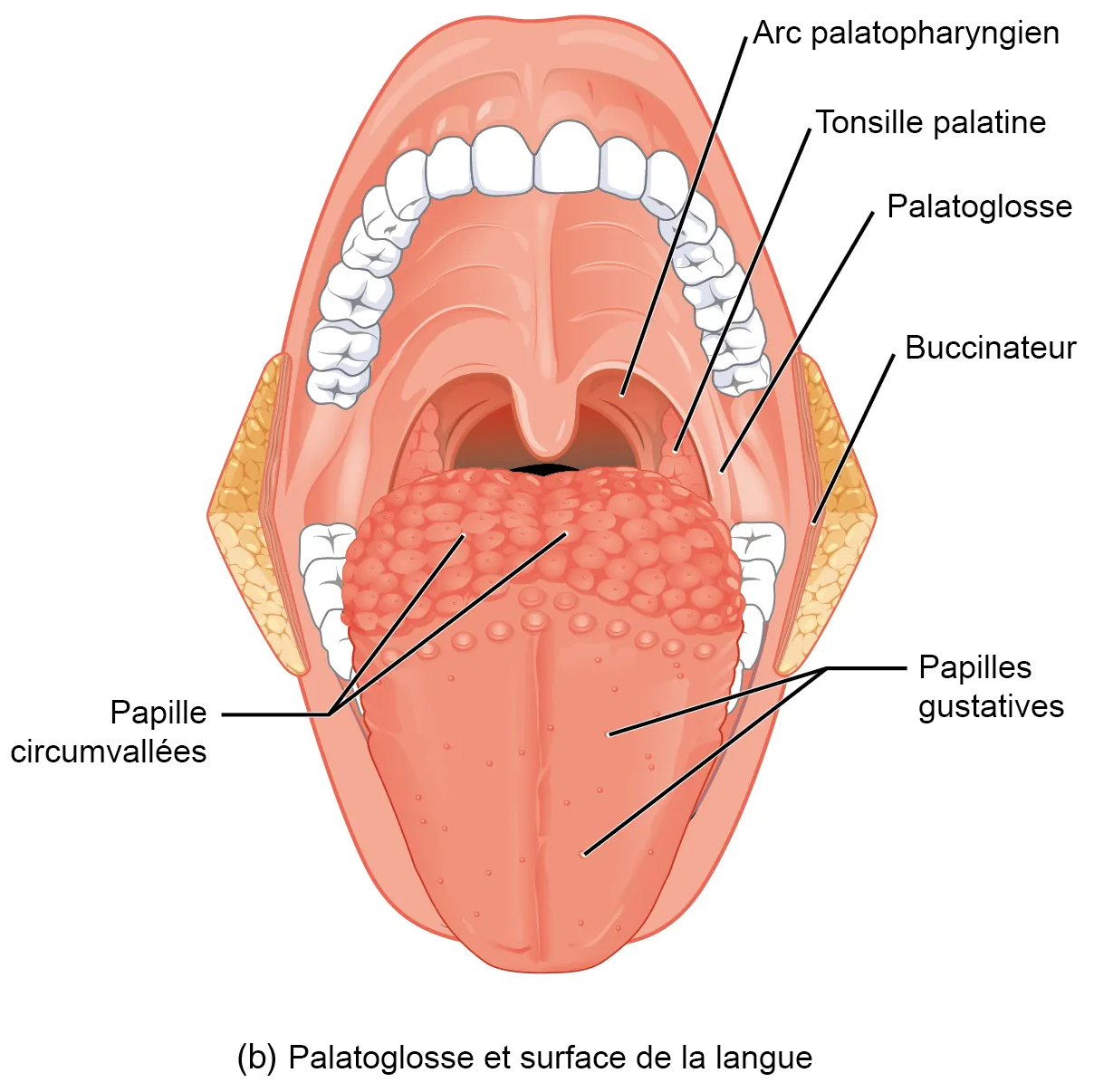
Muscle de la langue

Les papilles gustatives sont les papilles qui permettent aux êtres vivants dotés d'une langue d'expérimenter les cinq saveurs (salé, sucré, acide, amer et umami) liées au sens du goût, grâce aux récepteurs nerveux qu'elles contiennent.

## Formes
On distingue quatre formes de papilles gustatives :
- les papilles circumvallées (ou caliciformes) : situées à la base de la langue et forment le "V lingual". Contiennent de nombreux bourgeons gustatifs.
- les papilles fongiformes : se situent plutôt au bout de la langue. Contiennent quelques bourgeons gustatifs.
- les papilles filiformes : elles sont les plus nombreuses et se situent au milieu de la langue. Elles véhiculent le message sensitif.
- les papilles foliées (ou coralliformes).